# John Taylor (bassist)
Nigel John Taylor (Birmingham, 20 juni 1960) is een Britse muzikant en acteur, die vooral bekend is als de bassist en medeoprichter van de newwaveband Duran Duran. Duran Duran was een populaire groep in de jaren tachtig, vooral dankzij een aantal revolutionaire muziekvideo's in de vroege dagen van de televisiezender MTV. Taylor speelde bij Duran Duran vanaf de oprichting in 1978 tot 1997, toen hij de band verliet om solo te gaan en een filmcarrière na te streven. In de daaropvolgende vier jaar nam hij een dozijn soloreleases op (albums, ep's, en videoprojecten) met zijn bedrijf "Trust the Process", had een hoofdrol in de film Sugar Town en verscheen in meerdere andere filmprojecten. Hij verenigde Duran Duran voor een reünie van de oorspronkelijke vijf leden van de groep in 2001 en is sindsdien net als eerst bassist van de band. Hij was ook lid van de twee bands The Power Station en Neurotic Outsiders.
John Taylor werd geboren in Birmingham en groeide op in Hollywood. Als kind zat hij op een katholieke school en op de Abbey High School in Redditch. Op 24 december 1991 trouwde Taylor met de 19-jarige Amanda De Cadenet, die toen zwanger was van hun dochter Atlanta (geboren op 31 maart 1992). In mei 1995 scheidden De Cadenet en Taylor.